# Lance Dossor

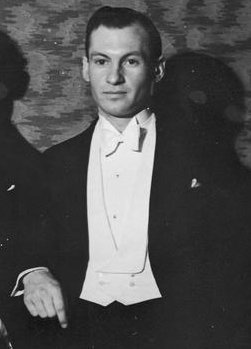
Lance Dossor

Lance Dossor (* 14. Mai 1916 in Weston-super-Mare, Großbritannien; † 3. Dezember 2005 in Adelaide, Australien) war ein britisch-australischer Pianist.

## Leben
Dossor studierte 1932 bis 1937 Klavier bei Herbert Freyer am Royal College of Music in London und wechselte später zu Emil von Sauer ans Konservatorium der Musikfreunde nach Wien.
1926 gewann er den Spezialpreis des Internationalen Musikwettbewerb in Wien. Ein Jahr später gewann er den vierten Preis beim renommierten Chopin-Wettbewerb in Warschau. Im Mai 1938 wurde er in Brüssel beim "Eugène Ysaÿe"-Wettbewerb wiederum mit dem vierten Platz ausgezeichnet.
Nach dem Zweiten Weltkrieg siedelte Dossor nach Australien über und wurde Professor an der University of Adelaide. Von 1953 bis 1979 unterrichtete er am dortigen Musikkonservatorium.